# Toyotomi (azienda)
Japanese Group Toyotomi Co., Ltd., comunemente conosciuto come Toyotomi, è un gruppo industriale giapponese specializzato in elettrodomestici per il condizionamento e il riscaldamento degli ambienti. È stato fondato nel 1949 a Nagoya, in Giappone.

## Storia
L'azienda nasce nel 1949 per la produzione di sistemi dedicati all'automotive come partner di Toyota e nel 1952 entra nel mondo dei prodotti consumer con la produzione di una cucina portatile a cherosene .
Produce impianti di riscaldamento domestico fino al 1992, anno in cui inizia a commercializzare anche climatizzatori

## Prodotti
Toyotomi produce impianti di riscaldamento, condizionamento, deumidificazione e purificazione d'aria.

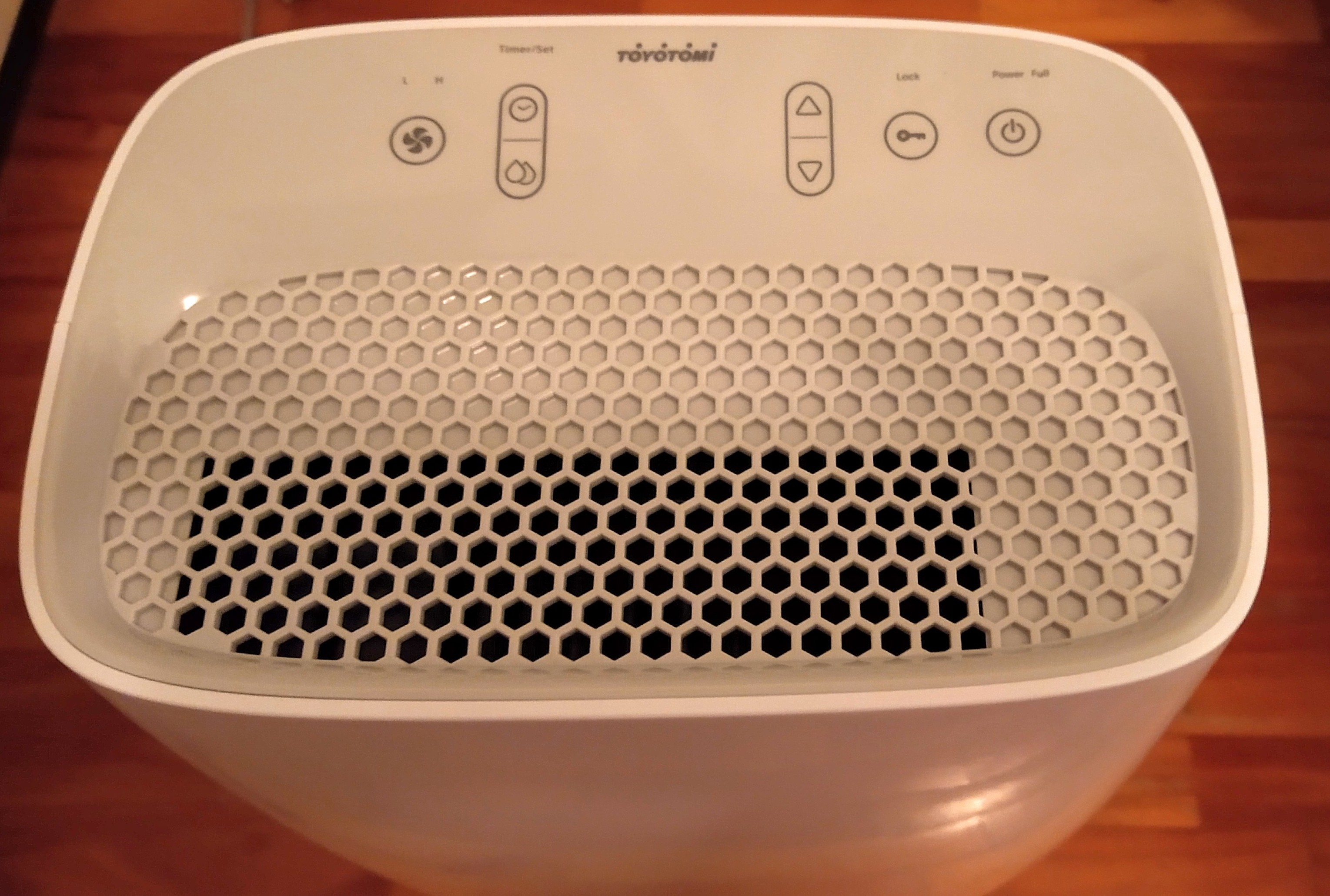
Deumidificatore domestico Toyotomi

Il gruppo produce elettrodomestici residenziali, sistemi professionali e impianti industriali come i sistemi VRF (Variable Refrigerant Flow).